# پرودیکوس
پرودیکوس یا افرودیقوس اهل کئوس(به یونانی: Πρόδικος) از سوفسطاییان به‌نام بود. شهرت او بیش‌تر به خاطر آن است که در زمان خود در زبان‌شناسی صاحب نظر بوده‌است.
اما از این گذشته، اخلاق پرودیکوس بر فیلسوفان کلبی، اثرات عمیقی گذارد. در میان فیلسوفان یونان باستان، پرودیکوس بسیار به بدبینی شهرت دارد و حتی او را مسبّب شهرت همشهریانش به بدبینی دانسته‌اند.

## آموزه‌ها

### منشأ دین
نظریهٔ پرودیکوس دربارهٔ منشأ دین، از لحاظ تاریخی اهمیت بسیاری دارد.
او معتقد بود که در آغاز آدمیان خورشید، ماه، رودخانه، دریاچه، میوه‌ها و غیره را به عنوان خدایان می‌پرستیدند؛ یعنی چیزهایی را که مستقیمآ برای آن‌ها سودمند بود. پرودیکوس به عنوان شاهدی بر این مدعا، به پرستش نیل در مصر اشاره می‌کند.
بعد از این مرحلهٔ ابتدایی، مرحلهٔ دیگری به دنبال می‌آید، که در آن مخترعان صنایع و فنون گوناگون - کشاورزی، تاک پروری، فلزکاری، و غیره - همچون خدایان دمتر، دیونوسوس، هفایستوس و غیره، مورد پرستش بودند.
پرودیکوس نتیجه می‌گیرد که خدایان تنها مظهر و نمایندهٔ حاجات و تجربهٔ انسانی هستند. بنابراین نظر، وی فکر می‌کرد که عبادات و مناسک دینی غیرضروری است. ظاهرآ به خاطر اظهار این آراء از سوی متولیان امور مذهبی در آتن، تهدید و آزار دیده بوده‌است.

### اخلاقیات

#### انسان و مرگ
به نظر پرودیکوس، ترس از مرگ نامعقول است؛ زیرا مرگ نه به زنده‌ها مربوط است و نه به مرده‌ها - زنده‌ها، زیرا هنوز زنده‌اند، مرده‌ها، زیرا دیگر زنده نیستند.

#### هرکول در دوراهی
پرودیکوس رساله‌ای دربارهٔ انتخاب اخلاقی هرکول نوشت و آن را هورای نامید. پرودیکوس هرکول را در حالی به تصویر می‌کشد که در آغاز جوانی بوده و مجبور است یکی از دو راه فضیلت یا لذّت را انتخاب کند.
بدین منظور، او خود را در برابر دو زن می‌یابد: یکی زیبا و موقّر، که با حیا و عفاف زینت یافته؛ و دیگری با ظاهر و رفتاری شهوت‌برانگیز. زن دوم او را به کوتاه‌ترین راه فرا می‌خواند که با بهره‌گیری از تمام لذائذ همراه است و در آن رنج و محرومیتی نیست. اما زن نخست، اعتبار اجداد و طبیعت مستعد هرکول را به او یادآوری می‌کند؛ و در عین حال خاطرنشان می‌کند که از نظر خدایان، راه زیبایی واقعی از راه جهد و تلاش جدا نیست.
رسالهٔ هورای با استدلال‌های دو زن ادامه می‌یابد تا اینکه در نهایت هرکول راه فضیلت را انتخاب می‌کند. صحنهٔ خیال‌انگیزی که پرودیکوس از قرار گرفتن هرکول در دوراهی انتخاب اخلاقی در نظر می‌آورد، الهام‌بخش بسیاری از نقاشان و تصویرگران قرون بعدی شد.